# Blagoja Ljamčevski
Blagoja Ljamčevski (in macedone Благоја Љамчевски?; Bitola, 7 aprile 1987) è un calciatore macedone, difensore del Pelister.

## Carriera

### Club
Ha giocato nella massima serie del campionato macedone con varie squadre.

### Nazionale
L'11 giugno 2013 esordisce con la nazionale macedone nell'amichevole contro la Norvegia persa per 2-0.